# Mallaig (Alberta)
Pour les articles homonymes, voir Mallaig.
Mallaig, Alberta est un petit hameau canadien franco-albertain du Comté de Saint-Paul No 19 avec une population d'environ 195 personnes. Établi en 1928, il était une des nombreuses localités créées pour le chemin de fer qui a été construit dans l'ouest du Canada.
Mallaig appartient à la paroisse de Saint-Jean-de-Brébeuf-de-Mallaig, qui abrite plusieurs églises, et la communauté possède également le musée Mallaig Haglund, une bibliothèque communautaire, une piste de curling, et une école bilingue.
Le hameau est entouré de communautés francophones telles que Thérien, Saint-Édouard et dépend de la ville de Saint-Paul.